# Lunar Knights: Vampire Hunters
Lunar Knights: Vampire Hunters (Bokura no Taiyou DS: Django and Sabata in Japan) is een Hack and Slash computerrollenspel (RPG) voor de Nintendo DS. Het werd ontwikkeld door Konami, het bedrijf achter successen als Castlevania en Metal Gear. Ook Kojima Productions (een soort team binnen Konami) heeft, samen met Hideo Kojima zelf, meegeholpen aan het maken van dit spel. Lunar Knights werd in de VS uitgebracht op 6 februari 2007. In Japan was dat 22 november 2006. Europa was als laatste aan de beurt: eind april 2007.
Lunar Knights is een spiritueel vervolg op de Boktai-spellen voor de Gameboy Advance, waarin men gebruikmaakte van een zonnesensor. Deze is weggelaten in Lunar Knights, maar kan wel worden toegevoegd door een van de twee Boktai-spellen die in Europa zijn uitgebracht in het onderste slot van de DS te doen. De speler speelt het hele spel van bovenaf.

## Hoofdpersonages
- Lucian: Aan het begin van het spel speel je met Lucian; een mysterieuze vampierjager met een kwaadaardig zwaard. Lucian is egoïstisch en geeft niet om anderen. Het enige wat hij wil is het hoofd van de vampieren vermoorden. Lucian kan zijn energie alleen opladen in maanlicht. Lucians hulpje is de kat Nero.
- Aaron: In de tweede chapter krijg je controle over Aaron. Hij draagt een pistool en is een lid van een gilde die gespecialiseerd is in het gebruik van 'Solar Guns'. Deze gilde wordt aangevallen door vampieren en Aaron moet proberen te vluchten. Aaron kan zijn energie alleen opladen in zonlicht. Zijn hulpje is het zonnetje Toasty.